# Heinrich Caro
Heinrich Caro, född 13 februari 1834 i Posen, död 11 september 1910 i Dresden, var en tysk kemist och industriman. Han var en av den tekniska organiska kemins och framför allt den tyska färgindustrins grundläggare. 
Caro flyttade efter kort tids studier i Berlin 1859 till London, där August Wilhelm von Hofmann som professor vid Royal College of Chemistry hade samlat ett stort antal framstående brittiska och tyska kemister omkring sig, bland andra William Henry Perkin, Carl Alexander von Martius och Peter Griess. 
Sedan Caro 1860 funnit en ny framställningsmetod för Perkins mauvein, blev han delägare i en färgfabrik i Manchester, där han under de följande åren gjorde ett stort antal tekniskt viktiga rön på färgindustrins område. Han återvände 1866 till Tyskland, där nu färgindustrin starkt utvecklades under von Hofmanns ledning. 
Efter en kort vistelse i Robert Wilhelm Bunsens laboratorium i Heidelberg inträdde Caro 1868 i den kort förut grundade Badische Anilin- und Sodafabrik (BASF) i Ludwigshafen. Där fann han en teknisk metod för industriell framställning av alizarin genom upptäckten av antrakinonsulfosyran, upptäckte 1870 med Carl Graebe akridin, 1873 eosin och många andra viktiga substanser; framför allt deltog han verksamt i den tekniska utarbetningen av indigosyntesen. År 1889 lämnade Caro ledningen för BASF, som med hans hjälp hade utvecklats till ett av världens största industriella verk, för att uteslutande syssla med vetenskapligt arbete.